# .mv
.mv (Maldivas) é o código TLD (ccTLD) na Internet para as Maldivas.